# Koeneniodes
Genre
Koeneniodes est un  genre de palpigrades de la famille des Eukoeneniidae.

## Distribution
Les espèces de ce genre se rencontrent en Asie du Sud-Est, en Chine, au Sri Lanka, en Afrique de l'Est insulaire, en Guinée et en Nouvelle-Guinée.

## Liste des espèces
Selon Palpigrades of the World (version 1.0) :
- Koeneniodes berndi Condé, 1988
- Koeneniodes deharvengi Condé, 1981
- Koeneniodes frondiger Rémy, 1950
- Koeneniodes leclerci Condé, 1992
- Koeneniodes madecassus Rémy, 1950
- Koeneniodes malagasorum Rémy, 1960
- Koeneniodes notabilis Silvestri, 1913
- Koeneniodes spiniger Condé, 1984

et décrite depuis :
- Koeneniodes tibetanus Bu, Souza & Mayoral, 2021

## Genres de la famille des Eukoeneniidae
Selon Palpigrades of the World (version 1.0) :
- Allokoenenia Silvestri, 1913
- Eukoenenia Börner, 1901
- Koeneniodes Silvestri, 1913
- Leptokoenenia Condé, 1965

Selon The World Spider Catalog (version 18.5, 2018) :
- †Electrokoenenia Engel & Huang, 2016

## Publication originale
- Silvestri, 1913 : « Novi generi e specie di Koeneniidae (Arachnida, Palpigradi). » Bollettino del Laboratorio di Zoologia Generale e Agraria della R. Scuola Superiore d'Agricoltura in Portici, vol. 7, p. 211-217 (texte intégral).